# دره فریز
دره فریز (انگلیسی: Fraser Valley) یک منطقه جغرافیایی در جنوب غربی بریتیش کلمبیا، کانادا و شمال غربی ایالت واشینگتن (ایالت) است. درست از غرب هوپ در دره ای باریک که رود فریزر را در بر می‌گیرد شروع می‌شود و به اقیانوس آرام که از کوه‌های ساحل شمالی کشیده شده‌است، در مقابل شهر ونکوور، تا درست در جنوب بلینگهام، واشینگتن پایان می‌یابد.